# Polo Cultural Gaivotas - Boavista
O Polo Cultural Gaivotas | Boavista é um centro para a criação artística, disponibilizado pela Câmara Municipal de Lisboa ao setor cultural de Lisboa (Portugal). Situado no eixo Cais do Sodré-Santos, integra o edifício sede (antiga Escola das Gaivotas), as Residências Artísticas, a Loja Lisboa Cultura e os programas Lusco-fusco e Gaivotas em Marvila. Com a missão de ser um centro de recursos e de capacitação para a criação e produção artística, o Polo Cultural Gaivotas | Boavista é inaugurado a 8 de janeiro de 2016.
Em 2017, é nomeado pela revista TimeOut Lisboa para o prémio Corvo de Ouro na categoria de Novidade do Ano 2016. 
O Polo Cultural Gaivotas | Boavista colabora na realização da Passado e Presente - Lisboa Capital Ibero-Americana de Cultura 2017, marcante acontecimento para a cidade, através do acolhimento, nas Residências da Boavista, de diversos artistas que participaram em vários eventos da programação na capital.
De 22 a 24 de maio de 2018, o Polo acolhe o primeiro encontro internacional em Lisboa da On the Move, a rede de pontos de informação de mobilidade cultural com atuação europeia e internacional, entre os quais se integra o serviço informativo do Polo, a Loja Lisboa Cultura. Nesse mesmo ano, a Câmara Municipal de Lisboa, através do Polo Cultural Gaivotas | Boavista, torna-se membro da On the Move. A Loja Lisboa Cultura passa a integrar a rede de Mobility Information Points da On the Move.
O Polo Cultural Gaivotas | Boavista é nomeado para os Prémios Marketeer 2019, que pretende distinguir os que marcam a diferença nas marcas em Portugal, na categoria de Arte e Cultura.

## Sede - antiga Escola das Gaivotas
No edifício sede são disponibilizadas quatro salas de ensaio (dança, música, teatro e polivalente) e uma sala de formação, assim como cinco salas escritório, sedes de entidades de produção cultural. 

## Residências Artísticas
As Residências Artísticas têm por missão contribuir para o desenvolvimento cultural da cidade de Lisboa através do acolhimento temporário, em residência artística, de artistas profissionais e emergentes, nacionais ou estrangeiros não residentes em Lisboa, especialmente envolvidos com o domínio da criação contemporânea, nas suas múltiplas expressões, assim estimulando a criação cultural e a internacionalização da cultura e dos seus agentes.
O Polo Cultural Gaivotas | Boavista dispõe de dois conjuntos de alojamento: as Residências Artísticas da Boavista, compostas por 4 apartamentos disponíveis, localizados no centro de Lisboa, num edifício de traça pombalina; e as Residências Artísticas de Monsanto, constituídas por 2 casas, com espaço de trabalho integrado e espaço exterior, antigas Casas de Função do Parque Florestal de Monsanto, reconvertidas para o efeito.
Em 2021, os apartamentos das Residências da Boavista passam a ter uma nova cara. Para além da renovação das condições de conforto e do mobiliário, estes espaços passam a contar com intervenções artísticas de Vanessa Teodoro, Mariana a miserável, Catarina Glam e Leonor Brilha.

## Loja Lisboa Cultura
A Loja Lisboa Cultura é um serviço de atendimento especializado que presta formação e informação, gratuitamente, e ajuda a esclarecer questões específicas relacionadas com a atividade dos profissionais e organizações do setor cultural. Este serviço foi inaugurado a 23 de junho de 2017.
Em 2018, tem início a formação, numa coorganização com o Alkantara, que em 2019 passa a designar-se por PISTA.

## "Lusco-fusco"
O Polo Cultural Gaivotas | Boavista apresenta, no pátio do edifício sede, o Lusco-Fusco, uma programação de verão, variada nas artes, que se relaciona com o território que ocupa.
A primeira edição deste evento tem lugar no verão de 2016.

## "Gaivotas em Marvila"
O Gaivotas em Marvila é um programa conjunto com a Biblioteca de Marvila, que pretende dar oportunidade a novos artistas e criadores que tenham passado pelas salas de ensaio do Polo, em fase de criação, de aí se apresentarem à cidade. 
Em novembro de 2018 realiza-se a primeira edição deste programa.